# Viktorija Viktorovna Kalinyina
Viktorija Viktorovna Kalinyina (oroszul: Виктория Викторовна Калинина; Majkop, 1988. december 8. –) szovjet származású olimpiai bajnok orosz válogatott kézilabdakapus, jelenleg a Rosztov-Don játékosa.

## Pályafutása
Kalinyina 2009-ig játszott a GK 53 Moszkva csapatában az orosz bajnokságban, és 2009-ben az EHF-kupában. Ezután négy szezont töltött a Zvezda Zvenyigorodban, amellyel kétszer meg tudta nyerni az orosz kupát. A GK Asztrahanocska csapatában egy évet töltött, amelyben megnyerte az orosz bajnokságot. 2016-tól a GK Kubany Krasznodar játékosa lett. A 2018–2019-es szezont gyermeke születése miatt kihagyta. 2020 nyarától a Rosztov-Don játékosa.
Az orosz válogatottal részt vett a 2016-os rioi olimpián, amely kézilabdatornáját veretlenül nyerte meg csapatával. Az olimpiai győzelem után orosz állami kitüntetésben részesült, Vlagyimir Putyintól megkapta a Barátságért érdemrendet.

## Sikerei
- Olimpia győztese: 2016
- Világbajnokság bronzérmese: 2019
- Orosz bajnokság győztese: 2016
- Orosz kupagyőztes: 2010, 2011